# Maria de Tirol
Maria de Tirol, também conhecida como Maria de Áustria-Tirol (em alemão:  Maria von Österreich-Tirol; Innsbruck, 16 de junho de 1584 — Viena, 2 de março de 1649) foi arquiduquesa da Áustria por nascimento, tendo entrado na vida religiosa.

## Biografia
A arquiduquesa Maria era filha de Fernando de Áustria, Arquiduque da Áustria Anterior e Conde do Tirol, e da sua segunda esposa, Ana Catarina Gonzaga, princesa de Mântua. Dada a sua grande devoção religiosa a arquiduquesa Maria entrou na Ordem dos Servos de Maria.
Foi sepultada na Igreja das Servas de Maria (em alemão:  Servitenkirche) em Innsbruck.

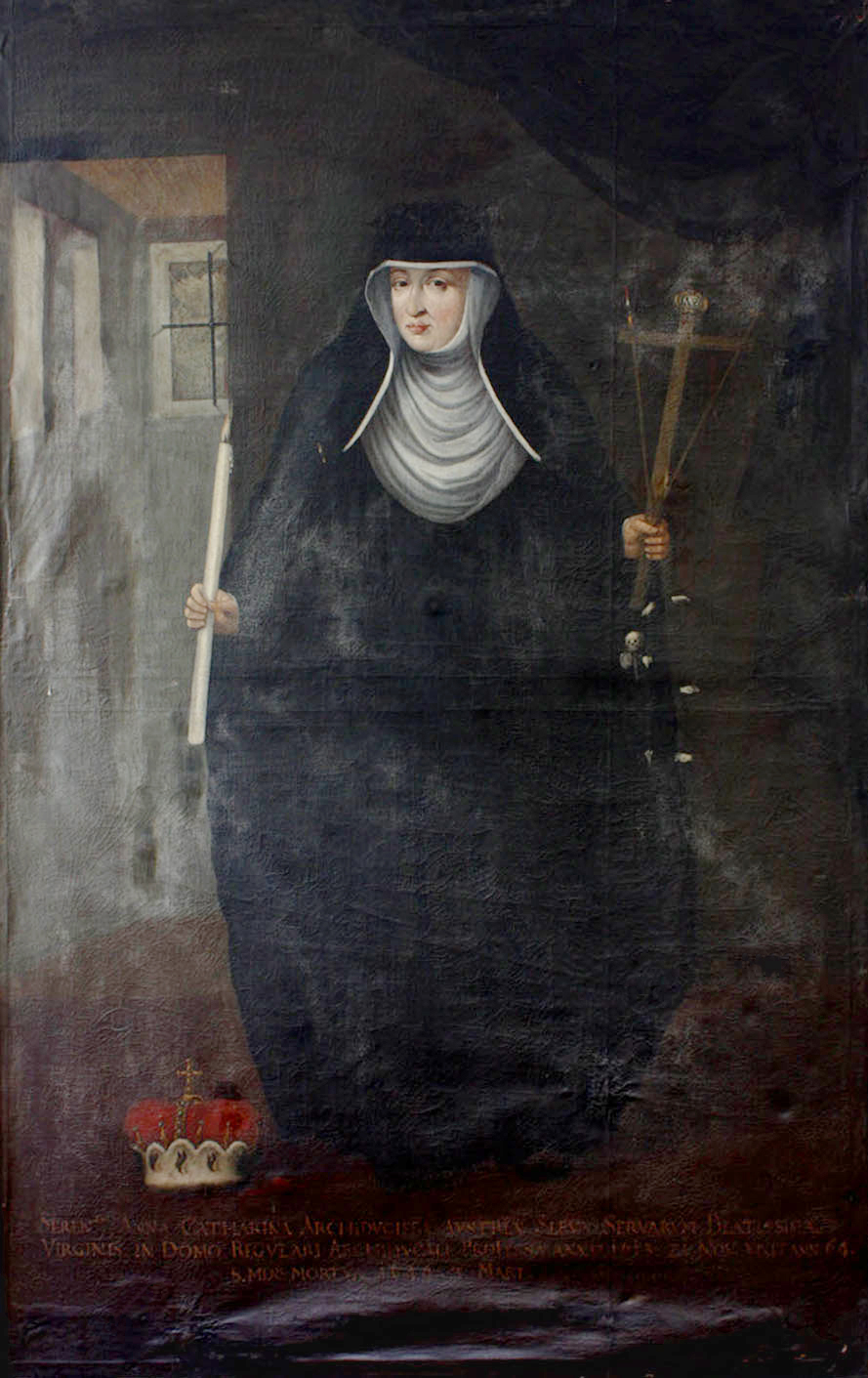
A Arquiduquesa Maria, em hábitos de freira

No claustro da igreja, existem retratos suspensos sobre as sepulturas da mãe e da filha. Os dois sarcófagos dourados estão sobrepostos, estando cada um identificado por uma inscrição, sendo o de Ana mais ricamente ornado, nomeadamente com uma coroa e dois ceptros cruzados sobre uma almofada. O túmulo duplo tem por cima a coroa arquiducal de Ana, guardada em vidro.
Hans von Aachen é o autor do seu retrato em trajes de corte.